# 마산역
마산역(Masan station, 馬山驛)은 대한민국 경상남도 창원시 마산회원구 석전동에 있는 경전선의 철도역이다. 마산기관차사무소 등이 상주해 있는 것은 물론 과거 지역 관리역, 지사 소재역의 역할을 수행하였던 적이 있어 창원시 내에서는 물론 경상남도에서 가장 비중이 큰 철도역으로 모든 여객 열차가 정차하는 역이다. 매표소에서 한국철도 100주년 기념 스탬프를 날인할 수 있다.

## 역사

시대별 노선도

1905년 10월 21일에 삼랑진역 ~ 마산역 구간의 마산선이 개통함과 동시에 영업을 시작하였는데, 당시의 위치는 지금의 월포동이었다. 이후 1910년에 마산선 상에 구마산역이 개통하고, 1923년에는 마산역에서 서쪽으로 뻗어나가는 경남선이 새로 생기면서 경남선 상에 북마산역이 영업을 시작하였다. 세 역 모두 당시 마산시(현재의 창원시 마산합포구, 마산회원구) 내 중심부에 있었다. 이는 당시 마산시의 시내 조성이 좁은 구역으로 이루어져, 접근성을 고려하자면 마산시내 깊숙이 들어올 수밖에 없던 상황이었기 때문이다. 거기에다가 인근 마산항은 당시 도로 교통이 낙후되어 있었기 때문에 자연스럽게 철도교통이 핵심 화물운송수단으로 될 수 있었다.
북마산역이 개통한 후 마산역은 ‘신마산의 마산역’, 일명 ‘신마산역’으로도 불렸으며, 삼랑진 방면에서 들어오는 철길과 진주 방면에서 들어오는 두 개의 철도가 서로 만났던 곳이자, 마산항 부두로부터 반입되는 각종 물품들이 맨 처음 들어왔던 곳이기도 하다. 이와 같이 1970년대 말까지 마산 시내 철도구간은 Y자 형태의 특이한 형태로 자리잡았다. 진주에서 부산으로 가려면 마산 시내까지 깊숙이 들어왔다가 다시 후진하여 나가는 방식으로 운행계통에 많은 불편함을 야기하였다.
1970년대부터 도로교통이 서서히 발전하기 시작하면서 마산시의 시가 확장계획에 따라 당시 허허벌판이었던 시내 외곽 지역(현재의 석전동, 합성동)에 새로운 마산역을 건립하는 계획이 발표되었다. 또한 이와 함께 중리에서 창원으로 직행하여 지나는 선로의 건설계획이 발표되었다. 그러나 기존의 경전선 선로를 철거하는 계획은 없었다. 이는 아직까지 마산항의 주요 화물운송수단이 철도라는 사실을 입증하고 있었기 때문이었다.
이후 1977년 12월 15일부터 석전동의 마산역 신 역사가 개업하였다. 이전의 마산역과는 달리 당시 마산시내 중심지의 외곽지역에 위치하였기에, 기관차사무소와 수많은 차량 유치선로를 확보할 수 있었다. 마산역이 이설된 이후 기존의 (구) 마산역, 구마산역, 북마산역은 모두 폐쇄되어 이 곳으로 영업체계가 통합되었다. 기존의 마산시내를 통과하던 경전선 노선 가운데 옛 경남선 구간{(구) 마산 ~ 중리}은 마산역에서 분기하는 형식으로 노선이 변경되어 마산항의 화물철도인 마산항제1부두선으로 개편되었다. 또한 옛 마산선 구간[(구) 마산 ~ 창원]은 도로가 놓이게 되었으며, 대부분의 구간이 3·15 대로에 속하게 되었다. (구) 마산역(신마산역)은 현재 역 건물은 사라지고 아파트 단지가 조성되어 있으나, 신마산역의 기능을 담당했던 일부 건물과 수동 전철기 등이 아직 남아 있다. 남아 있는 건물 중 한 동은 인쇄소로 활용되고 있다.
1977년 완공 당시만 하더라도 허허벌판이었던 마산역은 현재 마산시외버스터미널과 더불어 이 곳을 중심으로 상업 시가지가 크게 발달하였다. 대표적으로 역전시장과 함께 비즈니스 빌딩이 줄지어 있는 것을 예로 들 수 있다.
2010년 12월 15일을 기하여 경전선 구간 중 최초로 미전선 경유 낙동강역에서 마산역에 이르는 구간이 복선 전철화되어 개통하면서, KTX의 여객 취급을 개시하였다. 2012년 12월 5일에 진주역까지 복선화 및 전철화가 되면서 연장 운행을 하게 되었고 일부 마산역 착발로 운행하는 KTX 열차를 제외한 나머지 열차편의 시·종착을 진주역으로 이관하였다. 추후 완공 예정인 부전~마산 복선전철 개통 후 시종착역으로도 활용될 예정이다.

### 연혁

마산역 연혁

- 1905년 10월 21일: 보통역으로 영업개시
- 1943년 12월 1일: 마산역을 폐지하고 마산부두역으로 변경
- 1971년 9월 10일: 민수용 무연탄 도착 취급역 지정
- 1977년 12월 15일: 구마산역, 마산역, 북마산역을 통합하여 신축 준공
- 1993년 5월 1일: 유료휴게실 운영 개시[4]
- 1998년 12월 1일 : 경전선 마산역 비둘기호 운행중단
- 1995년 7월 1일: 유료휴게실 폐지[5]
- 2000년 1월 1일: 지역관리역으로 승격
- 2004년 4월 1일 : 경전선 통일호 폐지
- 2006년 5월 1일: 소화물 취급 중지
- 2006년 7월 1일: 지역관리역제 폐지로 보통역으로 조정
- 2010년 9월 1일: 화물 취급 중지
- 2010년 12월 15일: KTX 운행 개시, 현재에 신역사 운영 개시, 경전선 복선전철화 미전선 및 낙동강역-마산역 구간 개통[6]
- 2023년 9월 1일 : SRT 정차 개시.

### 역사 변화

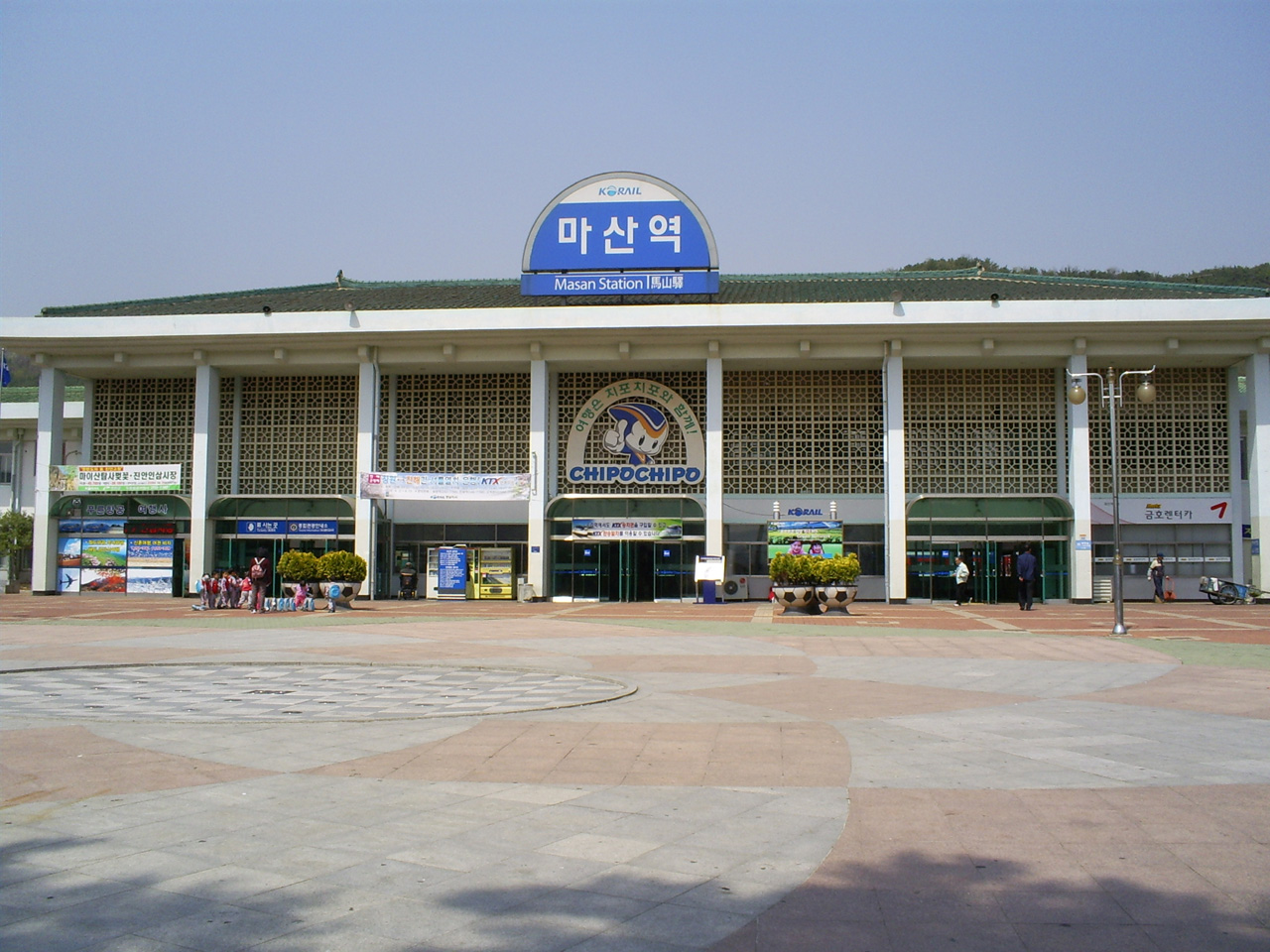
리모델링 이전 (2008년 4월)
리모델링 진행 중 (2009년 8월)
리모델링 진행 중 (2010년 7월)
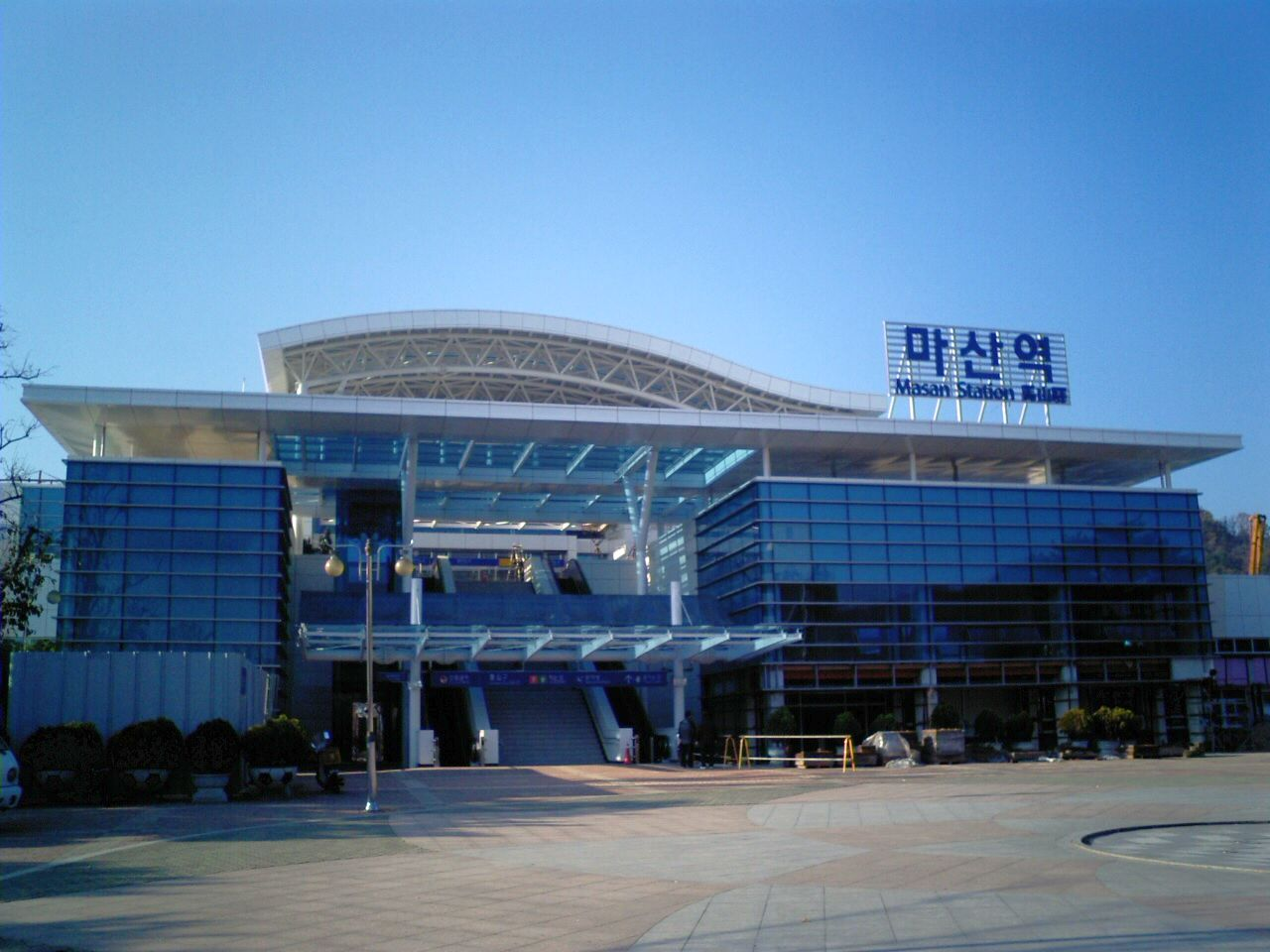
신역사(증축공사) 완료 (2010년 11월)

## 특징

### 역사 내 시설
마산역 출입문을 기준으로 하여 왼편에 표사는 곳(매표소), 오른편에 타는 곳(승강장)으로 향하는 통로가 설치되어 있으며, 정면 끝부분에는 마산기관차사무소로 향하는 구름다리(육교)가 설치되어 있다.

역사 내부
역사 출입구
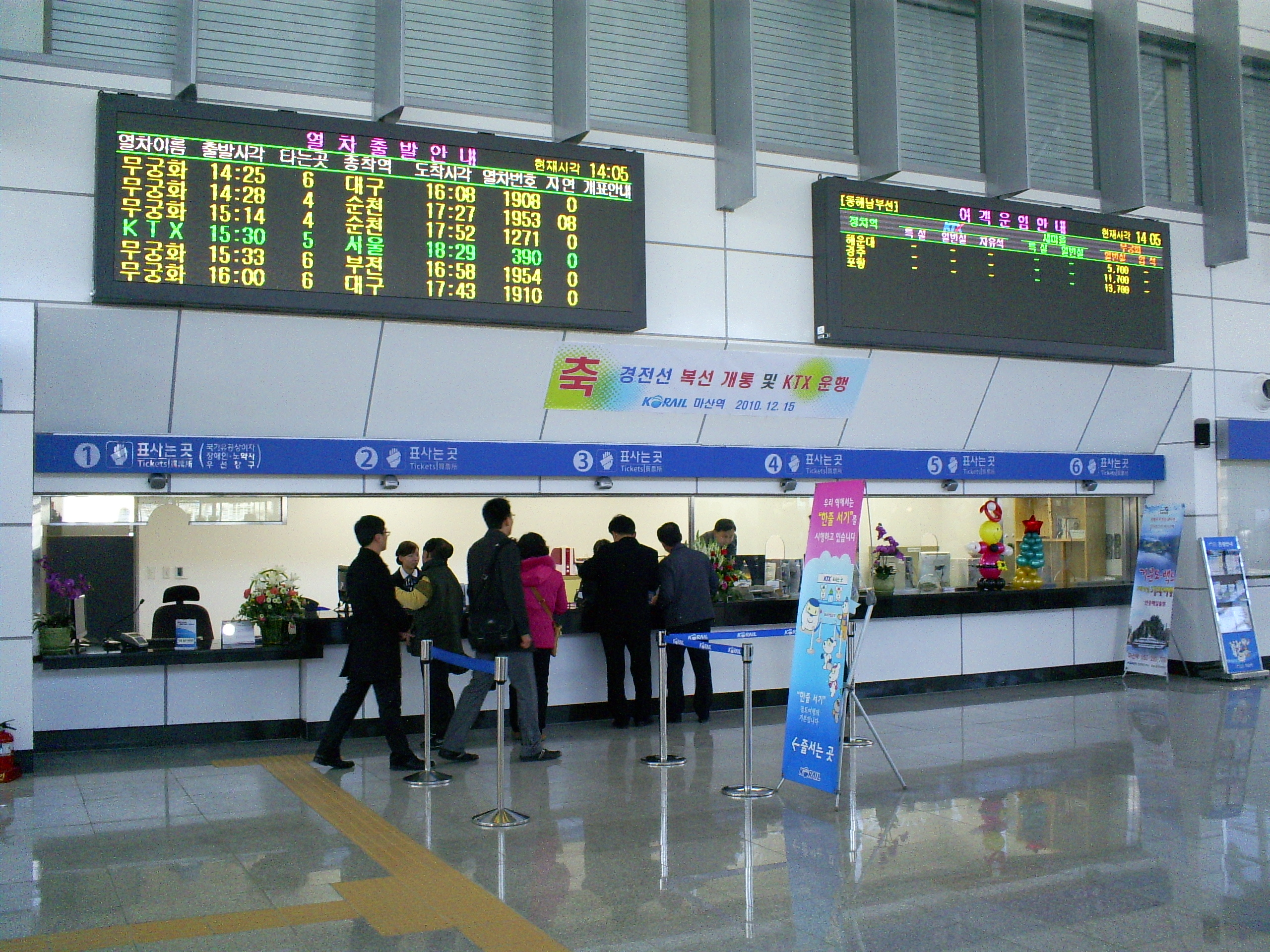
표사는 곳
승차권 자동발매기
시각, 운임안내 폴사인
대합실

### 역할
이 역에는 4400호대 디젤 기관차 등의 중형 디젤기관차를 주로 담당하는 '마산기관차사무소'가 상주해 있어, 기관차의 유치 목적으로 놓인 유치선으로 인해, 역 구내가 꽤나 넓은 편이다. 역 구내 규모는 경상남도에서 최대규모이다. 또 넓은 유치선을 활용하여 일반 여객열차도 유치 할 수도 있어, 서울과 대구, 부전 등의 방면으로의 일부 열차의 시종착역으로도 지정되어 있다. 특히 서울 - 마산간 경전선 새마을호와 경전선을 운행하는 모든 KTX 열차는 이 역이 시종착역이지만 2012년 12월 5일부터는 진주역이 시종착으로 바뀌었다.
한편 이러한 점을 근거로, 마산역은 2000년 1월 1일부로 일반 역에서 지역관리역으로 승격 개편하여 마산지역관리역이 되었으며, 경전선의 하동-한림정구간, 진해선 전구간, 사천선 전구간을 관할하기 시작하였다. 2006년 7월 1일에는 마산지역관리역이 한국철도공사 경남지사로 명칭이 변경되었다. 그러나 조직 개편으로 인하여 경남지사는 한국철도공사 부산경남본부로 통합되어 사라지고 마산관리역으로 명맥을 이어가고 있다.

### 외부 업체 입주 현황
다음은 2008년 4월 13일 현재 마산역에 입주한 외부 업체 목록이다.
- 금호렌터카(마산역사 내 입주)[7]
- 세인공항여행사(마산역 유료주차장 건너편에 위치)

세인공항여행사와는 별개로, 다수의 환승목적의 승객유치를 목적으로 하는 관광버스는 역 광장의 마산역 유료주차장에 있다.

마산 기관차사무소
마산역 전차대
세인공항여행사

## 마산역 광장

삼랑진-마산 복선전철 개통행사가 열린 마산역 광장

마산역은 역 규모에 비하여 면적 9,920m2의 매우 넓은 광장을 소유하고 있다. 그 중 역사와 인접한 지점은 공원이 조성되어있으며, 그 뒤쪽으로는 마산역사거리로 나가는 편도 5차선 이상의 아스팔트 U자형 도로가 설치되어 있다.
1977년 완공당시의 마산역의 광장은 역사 인접지점의 전체가 시멘트바닥으로 구성되어 있을 뿐, 별다른 조형물이나 공원은 설치되지 않았다. 때문에 이 곳은 다용도의 박람회장으로 구성하기도 하였지만, 실상은 주로 한국중공업(현 두산중공업)등의 시위 집회장소나 1998년 마산역을 방문한 이회창 당시 한나라당 총재 등 주요 정치인의 야외 연설회장 등으로 특히 많이 사용되어, 정치적 이미지가 진한 편이었다. 2002년부터 마산역은 시멘트 광장을 철거하고 대대적인 공원 조성사업에 들어가, 이후 2003년 1월 23일에 역 광장의 공원화 조성을 완료하였다. 이 공원조성 사업 이후로는 정치적 기능을 잃었다. 역 광장 가운데는 지름 8m의 바닥 매설형 분수가 설치되어 있어, 여름철에 가동을 한다.
역사에서 마산역 사거리방향으로 바라본 것을 기준으로, 왼편에는 마산역을 시종착점으로 하는 시내버스가 대기하고 있으며, 더 깊숙이 들어가면 1977년 마산역의 이전과 함께 그 뒤를 이어 조성되기 시작한 역전 시장이 자리 잡고 있다. 오른편에는 경부선방면에서 마산역까지 이용하는 승객들을 겨냥한 통영이나 거제, 진해등지로 가는 교통 환승목적의 시외버스, 그리고 주요 행사마다 비정기적으로 운행하는 관광버스와 김해국제공항을 오가는 리무진버스 업체인 세인공항여행사의 차고지가 자리 잡고 있다. 원래 초창기에는 별다른 시설은 마련되어있지 않았으나, 마산역 광장을 통과하는 차량들의 교통불편으로 이후로는 따로 공간을 조성하여 유료주차장을 신설하였다.

### 편의 시설
마산역 광장의 편의 시설은 시내버스 간이 터미널과 택시 승강장, 유료 주차장이 있다. 유료 주차장의 요금은 2008년 4월 15일 현재, 30분당 500원씩 부과하며, 종일 주차시에는 5000원을 부과하고 있다.

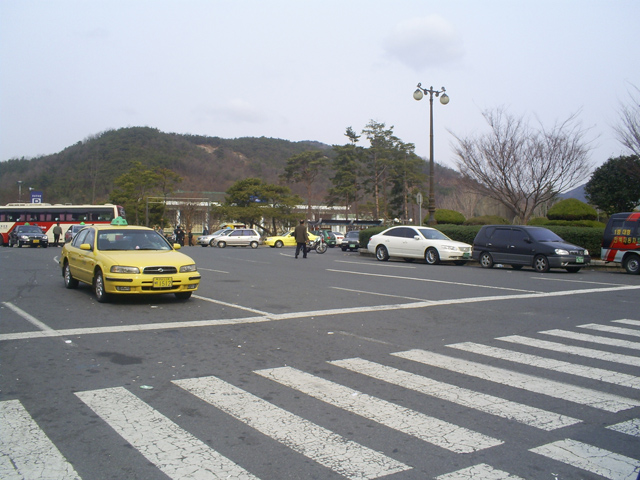
마산역 광장(마산역 방면)
마산역 광장(마산역사거리 방면)
마산역 역전 공원 (역사 좌측방면)
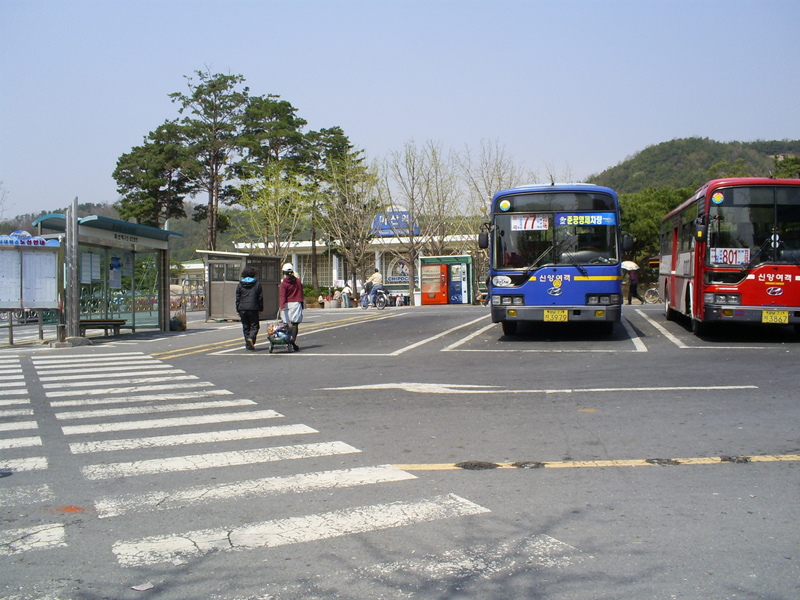
마산역 간이 시내버스터미널
마산역 유료주차장
마산역 역전시장
마산역 역사 우측 사무소

## 타는 곳

### 리모델링 이후
총 3개의 승강장으로 구성되어 있으며, 1,2번 타는 곳의 승강장은 부전-마산간 복선전철 전용의 여객 취급을 위하여 고상홈으로, 나머지 3~6번 타는 곳의 승강장은 KTX, ITX-새마을, 무궁화호 등의 일반열차 전용의 여객 취급을 위하여 저상홈으로 각각 건설되었다. 부전-마산간 복선전철은 아직 미개통 상태이기에 1, 2번 타는 곳의 승강장은 평상시에는 개방하지 않고 있다. 각 승강장으로 향하는 통로에는 노약자 전용 엘리베이터가 설치되어 있다.

개찰구
승강장
LED 전광판

| ↑ 창원                  |
| ６５ \| ４３ \| ２１ \| |
| 중리↓                   |

| 1 | 경전선 | (부전-마산간 복선전철) | 미개통                                         |
| 2 | 경전선 | (부전-마산간 복선전철) | 미개통                                         |
| 3 | 경전선 | ITX-새마을 · 무궁화호  | 진주 · 순천 · 광주송정 · 목포 방면             |
| 4 | 경전선 | KTX · SRT              | 진주 방면                                      |
| 5 | 경전선 | KTX · SRT              | 동대구 · 대전 · 서울 · 행신 · 동탄 · 수서 방면 |
| 6 | 경전선 | ITX-새마을 · 무궁화호  | 천안 · 평택 · 수원 · 안양 · 영등포 · 서울 방면 |

- 개찰구
- 승강장
- LED 전광판

### 리모델링 이전
1번 타는 곳은 역사와 붙어있는 타는 곳과 1~2번 공용 타는 곳으로 2곳, 각 승강장으로는 지하도를 이용하여 횡단하며, 지하도 계단에는 장애인의 이용 편의를 위하여 휠체어 리프트가 설치되어 있다.
| 1~2 | 경전선 | 목포, 광주송정, 순천, 진주 방면 |
| 3~4 | 경전선 | 서울, 대전, 동대구, 부전 방면   |

일반적으로 열차 교행이나 선행 등의 특수한 경우를 제외하고는 대개 1번과 4번 타는 곳 승강장으로 열차가 진입하며, 1번 타는 곳으로 진입하는 열차는 일반적으로 1~2번 공용 승강장이 아닌 역 개찰구 방면의 승강장으로 승하차하고 있다. 예전에 마산역을 기점으로 운행하였던 진해선 통근열차는 진해/통해방면 운행시, 창원역 방면인 3~4번 타는 곳이 아닌 1번 타는 곳에서 대기하였다. 진해에서 마산으로 종착열차가 들어올 때에는 일반열차와 동일하게 1~2번 타는 곳으로 진입하였다.
서울, 대구, 부전 방면의 마산역 시발열차는 열차 편성준비 시간 동안 같은 방면의 다른 열차가 통과하는 일이 없는 경우 4번 타는 곳, 있는 경우 3번 타는 곳에서 대기하는게 일반적이며, 때때로 1번 타는 곳에서 대기하는 경우도 있다. 특히 동차형 열차 편성(RDC 등)이나 새벽 첫차(06:10 동대구역행)가 더욱 그러하다.

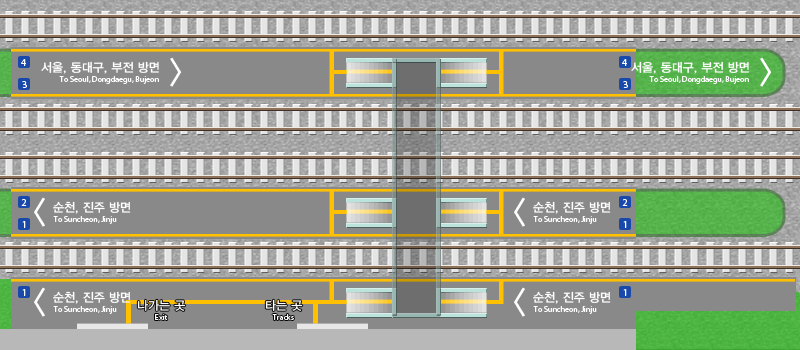
타는 곳 안내 이미지 (2008년 기준)
1~2번 타는 곳 (순천,진주방면)
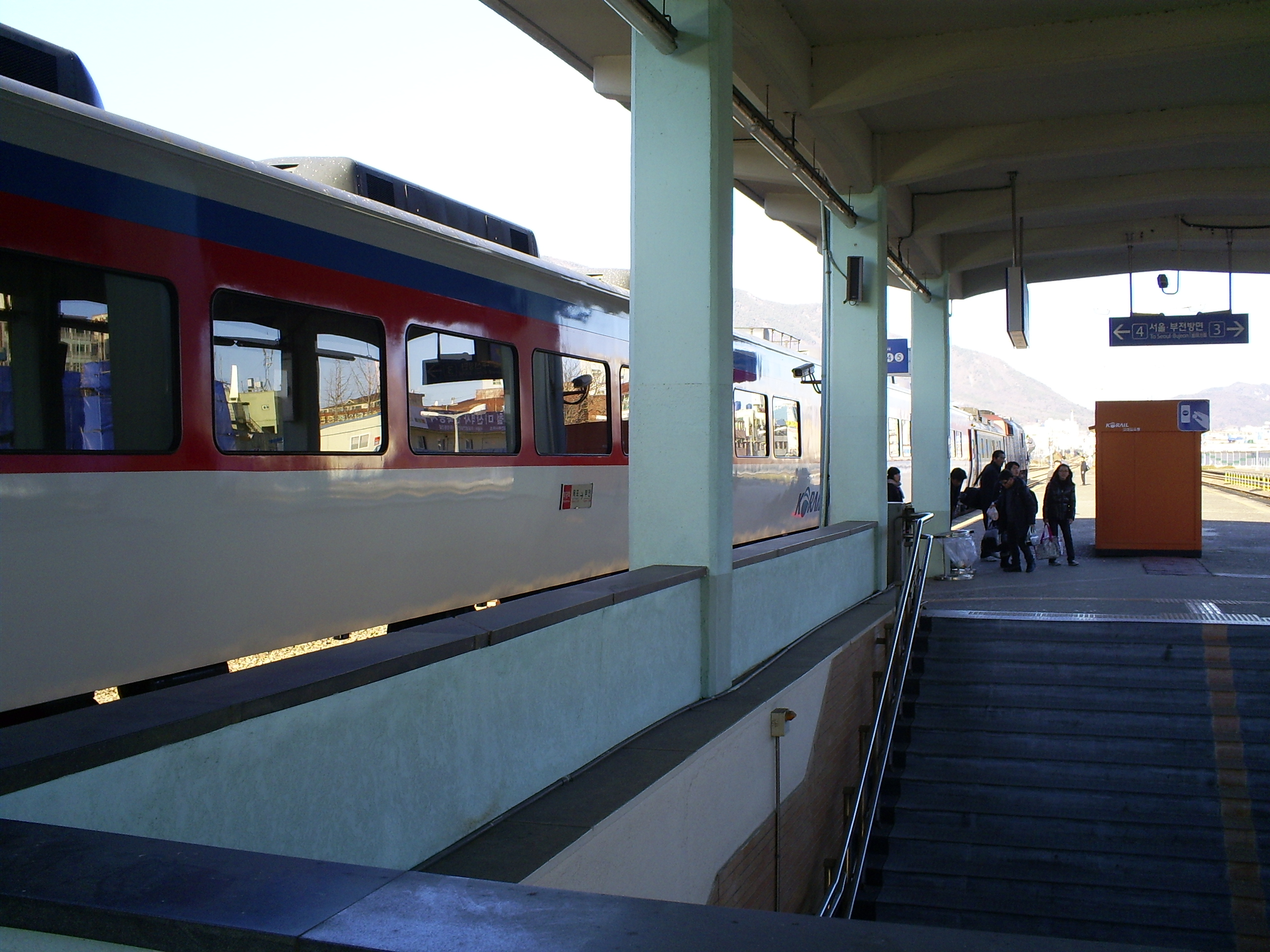
3~4번 타는 곳 (서울,부전방면)

## 승차량 변동
상행은 서울, 대전, 동대구, 부전방면, 하행은 목포, 광주송정, 순천, 진주방면이다.
마산역에 운행하는 새마을호는 서울 - 마산간 새마을호와 과거 서울 - 진주간 새마을호가 존재하였으나, 2007년 6월 1일 시각표 개정으로 서울 - 진주간 새마을호가 폐지되어, 2008년 이후로는 새마을호 열차의 상행 하차량과 하행 승차량의 집계가 이루어지지 않고 있다.
2006년 11월 1일 시각표 개정으로 대구 - 마산, 마산 - 순천, 마산 - 부전, 진해선 통근열차가 모두 폐지되어, 2007년 진해군항제 기간에만 한시적으로 운행했던 마산-진해간 통근열차 이용객만 집계, 2008년 이후로는 아예 통근열차의 이용현황 집계가 이루어지지 않고 있다.
| 연도, 승하차통계 | 연도, 승하차통계 | 연도, 승하차통계 | 이용인원 | 이용인원 | 이용인원 | 이용인원 | 이용인원 |
| 연도, 승하차통계 | 연도, 승하차통계 | 연도, 승하차통계 | 경전선   | 경전선   | 경전선   | 경전선   | 경전선   |
| 연도, 승하차통계 | 연도, 승하차통계 | 연도, 승하차통계 | KTX      | 새마을호 | 무궁화호 | 통근열차 | 합계     |
| ---------------- | ---------------- | ---------------- | -------- | -------- | -------- | -------- | -------- |
| 2000년           | 상행             | 승차             | -        | 85,682   | 332,853  | 43,124   | 461,659  |
| 2000년           | 상행             | 하차             | -        | 1,680    | 24,717   | 62,765   | 89,162   |
| 2000년           | 하행             | 승차             | -        | 434      | 31,105   | 75,594   | 107,133  |
| 2000년           | 하행             | 하차             | -        | 79,103   | 380,856  | 69,939   | 529,898  |
| 2001년           | 상행             | 승차             | -        | 84,294   | 348,782  | 39,294   | 472,370  |
| 2001년           | 상행             | 하차             | -        | 1,980    | 23,315   | 62,918   | 88,213   |
| 2001년           | 하행             | 승차             | -        | 616      | 31,488   | 74,834   | 106,938  |
| 2001년           | 하행             | 하차             | -        | 83,450   | 399,691  | 60,435   | 543,576  |
| 2002년           | 상행             | 승차             | -        | 68,709   | 293,396  | 32,180   | 394,285  |
| 2002년           | 상행             | 하차             | -        | 1,241    | 16,955   | 57,355   | 75,551   |
| 2002년           | 하행             | 승차             | -        | 448      | 22,204   | 66,196   | 88,848   |
| 2002년           | 하행             | 하차             | -        | 65,577   | 329,700  | 55,515   | 450,792  |
| 2003년           | 상행             | 승차             | -        | 62,097   | 273,223  | 31,892   | 367,212  |
| 2003년           | 상행             | 하차             | -        | 972      | 16,855   | 58,493   | 76,320   |
| 2003년           | 하행             | 승차             | -        | 579      | 21,854   | 71,948   | 94,381   |
| 2003년           | 하행             | 하차             | -        | 61,750   | 299,326  | 58,527   | 419,603  |
| 2004년           | 상행             | 승차             | -        | 74,145   | 225,553  | 20,982   | 320,680  |
| 2004년           | 상행             | 하차             | -        | 549      | 45,491   | 29,490   | 75,530   |
| 2004년           | 하행             | 승차             | -        | 332      | 47,104   | 27,862   | 75,298   |
| 2004년           | 하행             | 하차             | -        | 68,831   | 237,124  | 30,878   | 336,833  |
| 2005년           | 상행             | 승차             | -        | 85,255   | 242,087  | 28,365   | 355,707  |
| 2005년           | 상행             | 하차             | -        | 373      | 53,429   | 17,073   | 70,875   |
| 2005년           | 하행             | 승차             | -        | 390      | 58,809   | 14,577   | 73,776   |
| 2005년           | 하행             | 하차             | -        | 79,453   | 243,797  | 33,614   | 356,864  |
| 2006년           | 상행             | 승차             | -        | 81,094   | 226,002  | 46,546   | 353,642  |
| 2006년           | 상행             | 하차             | -        | 397      | 46,681   | 13,145   | 60,223   |
| 2006년           | 하행             | 승차             | -        | 368      | 52,515   | 10,925   | 63,808   |
| 2006년           | 하행             | 하차             | -        | 73,977   | 232,006  | 49,929   | 355,912  |
| 2007년           | 상행             | 승차             | -        | 79,977   | 217,526  | -        | 297,503  |
| 2007년           | 상행             | 하차             | -        | 271      | 54,328   | -        | 54,599   |
| 2007년           | 하행             | 승차             | -        | 166      | 56,633   | 453      | 57,252   |
| 2007년           | 하행             | 하차             | -        | 65,565   | 240,037  | 482      | 306,084  |
| 2008년           | 상행             | 승차             | -        | 70,188   | 208,348  | -        | 278,536  |
| 2008년           | 상행             | 하차             | -        | -        | 57,696   | -        | 57,696   |
| 2008년           | 하행             | 승차             | -        | 6        | 59,158   | -        | 59,167   |
| 2008년           | 하행             | 하차             | -        | 56,422   | 223,957  | -        | 280,379  |
| 2009년           | 상행             | 승차             | -        | 62,960   | 191,814  | -        | 254,774  |
| 2009년           | 상행             | 하차             | -        | -        | 45,808   | -        | 45,808   |
| 2009년           | 하행             | 승차             | -        | -        | 45,000   | -        | 45,000   |
| 2009년           | 하행             | 하차             | -        | 48,984   | 201,963  | -        | 250,947  |

## 인접한 역
| 경전선                   | 경전선            | 경전선                   |
| ------------------------ | ----------------- | ------------------------ |
| 창원 행신 방면           | KTX 경전선        | 진주 방면                |
| 창원 수서 방면           | SRT 경전선        | 진주 방면                |
| 창원 서울 방면           | ITX-새마을 경전선 | 함안 진주 방면           |
| 창원 부전 방면 서울 방면 | 무궁화 경전선     | 중리 목포 방면 진주 방면 |
| 창원중앙 부산 방면       | 남도해양열차      | 진주 광주송정 방면       |